# Barrancas del Cobre

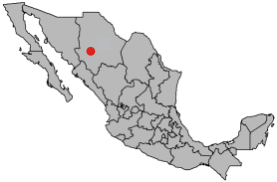
Localização.

As Barrancas del Cobre ou o Canhão do Cobre denomina-se ao sistema conformado por sete barrancas. Localizado na Serra Tarahumara no sudoeste do estado mexicano de Chihuahua no México. O sistema de canhões é quatro vezes maior em extensão (60 mil km²) e quase duas vezes maior em profundidade que o Grand Canyon de Colorado na Arizona, nos Estados Unidos da América. É lar dos indígenas Rarámuris ou Tarahumaras.
As Barrancas do Cobre (como são chamadas localmente) são atravessadas pela rota de comboio Chihuahua do Pacífico, conhecido como "el Chepe". No trecho Divisadero-Los Mochis, o comboio interna-se na montanha para atravessar a agreste geografia, passa junto a precipitosos alcantilados, cruza 86 impressionantes túneis curtos e longos, e 37 espectaculares pontes que livram caudalosos rios. Este é um importante sistema de transporte e um atractivo turístico.
Hoje pode chegar-se por estrada desde a cidade de Chihuahua, aproximadamente em cinco horas, e penetrar nas barrancas por caminhos rurais. Sobrevoá-las em helicóptero oferece uma espectacular vista aérea.

## História
O canhão é o lar tradicional dos Tarahumaras (Rarámuris, o nome com o que eles se identificam). Conta a lenda que as barrancas da Serra Tarahumara se formaram durante a criação do mundo, quando as pedras ainda não endureciam e eram maleáveis. A metáfora refere-se a um acontecimento tectónico que faz mais de 20 milhões de anos deu origem a esta espectacular rede de canhões sobre uma extensão de 60.000 km².
O sistema deve seu nome a uma canhada famosa pela suas minas de cobre mas são muitas as que sucedem ao longo de 600 km.
Entre as barrancas mais importantes contam-se: Urique, a mais profunda do México (1 879 m); A Sinforosa, por cujas ladeiras caem as cascatas Rosalinda e San Ignacio; Batopilas (declarado Pueblo Mágico a 19 de outubro de 2012 pelo governo da república), onde vivem algumas das comunidades Rarámuris mais tradicionais; Candameña, onde se encontram Pedra Bolada e Baseaseachic, as duas cascatas mais altas do México, e a peña Lo Gigante, uma rocha de 885 m de altura; Huapoca, que alberga lugares arqueológicos da cultura paquimé, e Chínipas, uma das menos conhecidas, em cujo fundo se assenta a missão mais antiga da Serra Tarahumara.

## Oferta de atividades turísticas
- Cascata Basaseachi e Pedra Bolada
- Cascata de Cusarare
- Visita às comunidades
- Povos e missões tarahumaras
- Caminhadas e acampamentos
- Passeios a cavalo
- Observação de aves e pesca
- Escalada em rocha
- Bicicleta de montanha
- Rafting
- Teleférico das Barrancas do Cobre

## Cascatas
A zona conhecida como o Parque nacional Cascata de Basaseachi, conta com a cascata do mesmo nome e Pedra Voada, com quedas de 270 m e 500 m, respectivamente. Conta a lenda que Basaseachi, era filha do rei Candamenha que governava a Alta Serra Tarahumara; ela era muito formosa e em idade casadeira várias pessoas lhe pretendiam, por isso, o seu pai solicitava grandes e difíceis provas que nenhum conseguiu com sucesso e morreram, resultando que a rapariga inconsolável, saltou ao vazio. Então um bruxo da comunidade fez da queda a cascata que admiramos hoje.
Pode-se encontrar vegetação e animais diversos, há passeios a pé e em bicicleta, inclusive hospedagem.

## Comboio Chepe
O comboio Chihuahua do Pacífico —«Chepe»— é o único caminho-de-ferro que tem sido internacional na sua visão desde a sua concepção.
O caminho-de-ferro cruza alguns dos terrenos mais escarpados do México, abraçando a borda de montanhas e cruzando profundas canhadas e barrancos com as suas pontes. O palco é na verdade impressionante. A viagem no expresso de primeira classe toma ao redor de 4 horas. Esta é uma travessia espectacular e realmente vale a pena a fazer mas deves– reservar com tempo.
As estações turísticas pelas que o comboio passa, partindo de Chihuahua, são: Cuauhtémoc, Creel, Divisadero, Posada Barrancas, Bauichivo, Temoris, Lo Fuerte, Los Mochis.
O clima no recorrido depende da temporada do ano. Na parte alta do canhão o clima é alpino, morno e húmido no verão, frio e fresco no inverno. A temperatura a esta altura é dentre -22°C e 30°C. Enquanto, no fundo do canhão o clima é subtropical, quente e húmido no verão, e morno e seco no inverno. A temperatura vai dentre os -12°C e 44°C.

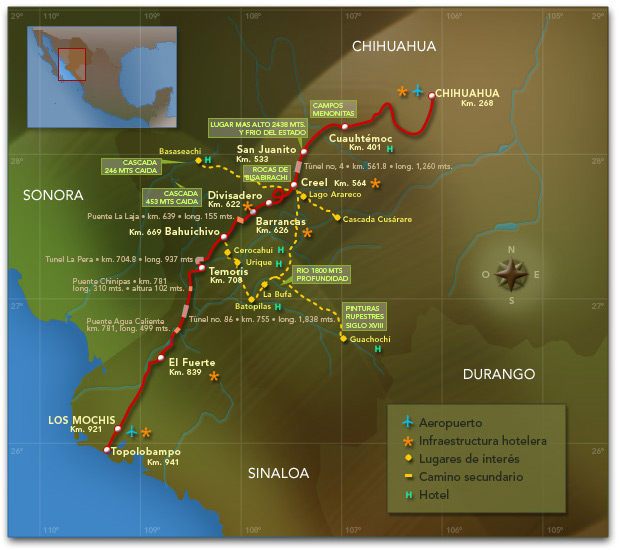
Estrada do comboio Chepe

## Cidades e aldeias
Algumas das cidades próximas ou dentro do canhão são:
- Creel, em cima do canhão e a 2.340 metros de altitude, é um dos pontos mais altos da rota ferroviária Chepe (San Juanito é mais alto). Um ponto central de comércio e turismo.
- Batopilas, um povo ao lado do rio Batopilas no fundo do canhão. Estabelecido pelos espanhóis em 1632 como uma mina de prata.
- Urique
- Divisadero, um ponto de parada no Chepe que brinda panorámicas maravilhosas de três dos canhões (do Cobre, Urique, Tararecua). O comboio Chepe faz uma parada de 15-20 minutos para que os viajantes desfrutem a paisagem e possam comprar artesanatos tarahumaras da região.
- Témoris: Um povo pitoresco, tranquilo e agradável qualificado como "o lugar mais impressionante do percurso do Caminho-de-ferro Chepe".[1]

## Atractivo comercial
As barrancas do cobre devido ao seu atractivo turístico têm sido utilizadas com fins comerciais para promover produtos, exemplo disto o encontramos no comercial de uma marca de cerveja. Ademais recentemente (outubro do 2015) BMW elegeu as barrancas do cobre como sede para promover a sua linha 2016.